# Valle Isorno
La Valle Isorno è una delle 7 valli minori della Val d'Ossola, da cui si dirama presso il comune di Montecrestese, inserendosi geograficamente tra la Valle Antigorio-Formazza e la Val Vigezzo. È attraversata dal torrente omonimo, che nasce dal lago Cavegna a 2205 m s.l.m. e confluisce nel fiume Toce poco a valle di Crevoladossola, nello specifico a 288 m di altitudine.
La valle è frequentata per lo più da escursionisti, in tutte le stagioni.

## Geografia
La valle presenta una forma a Y (orientata in direzione nord-est) stretta e incassata e con pochissimi insediamenti umani. Dopo l'alpeggio di Agarina proseguendo verso nord-est la valle si divide in due convalli: a destra la Val Agrasino e a sinistra la Valle Nocca. Nella parte alta di quest'ultima si estendono i grandi pascoli dell'Alpe Matogno e proseguendo si valica nella Val Cravariola, che è stata in passato teatro di sanguinose battaglie per il suo possesso.

### Monti

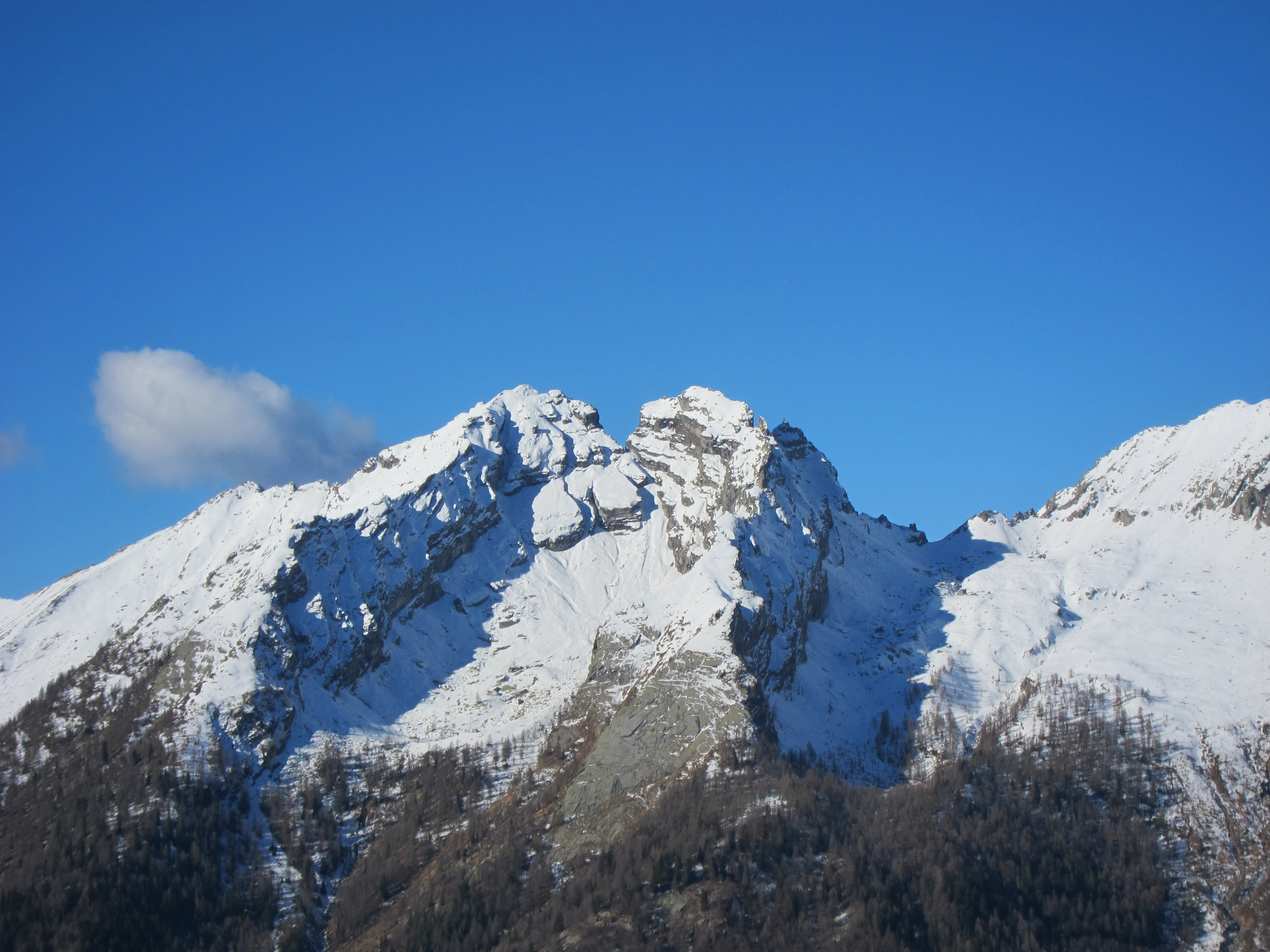
Veduta invernale del Pizzo la Scheggia

I monti principali che contornano la valle sono:
- Pizzo del Forno - 2695m - lato Valle del rio Nocca
- Pizzo del Lago Gelato - 2617m - al centro della biforcazione
- Pizzo Locciatenera - 2580m - al centro della biforcazione
- Pizzo di Madéi - 2551m - lato Val Agrasino
- Pizzo D'Apteggia - 2548m - al centro della biforcazione
- Pizzo di Bronzo - 2502m - lato Valle del rio Nocca
- Pizzo Cortefreddo - 2499m - lato Valle del rio Nocca
- Pizzo Mattignale - 2498m - al centro della biforcazione
- Pizzo del Fornale - 2490m - lato Val Agrasino
- Pizzo la Scheggia - 2466m
- Pizzo dei Quattro Pilastri - 2439m - lato Valle del rio Nocca
- Pizzo di Pezza Comune - 2429m - lato Val Agrasino
- Cima dei Casaletti - 2417m
- Cima di Canogia - 2350m
- Pizzo Locciabella . 2340m
- Pizzo di Campolatte - 2306m - lato Val Agrasino
- Monte Larone - 2237m
- Cima d'Agaro - 2160m
- Cima degli Uccelli - 2107m
- Pizzo Osbarino - 2012m

### Laghi

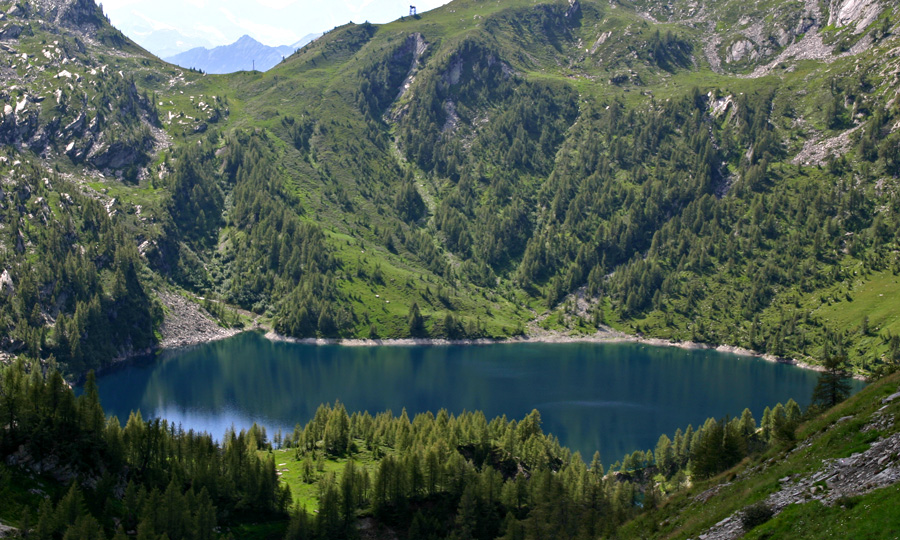
Il bacino artificiale del Lago di Larecchio

Nella valle ci sono diversi laghi e laghetti alpini, tra questi i principali sono:
- Lago Gelato - 2418m
- Lago Cavegna - 2205m
- Lago di Matogno - 2087m
- Lago di Forgnone - 2029m
- Lago di Larecchio - 1857m
- Lago della Merlata - 1387m
- Lago di Agarina - 1186m